# Villers-les-Bois
Villers-les-Bois är en kommun i departementet Jura i regionen Bourgogne-Franche-Comté i östra Frankrike. Kommunen ligger i kantonen Poligny som tillhör arrondissementet Lons-le-Saunier. År 2022 hade Villers-les-Bois 225 invånare.

## Befolkningsutveckling
Antalet invånare i kommunen Villers-les-Bois
Referens:INSEE